# Colonia Bismarck
Colonia Bismarck é um município da província de Córdoba, na Argentina.